# 劳伦斯·奥茨
劳伦斯·爱德华·哥拉斯·奥茨（1880年3月17日—1912年3月17日），一名英国南极探险家。

## 背景
奥茨于1880年出生于英格兰的普特尼，之后进入伊顿公学接受教育。他作为一名龙骑兵，参加了第二次布尔战争。他的叔父是自然学家和非洲探险家弗兰克·奥茨。

## 极地探险
在1910年, 他申请参加了罗伯特·法尔孔·斯科特的南极探险队，并且因为他对马匹的丰富经验以及个人对探险活动的捐款而被接纳。斯科特挑选了他作为完成最后一段通往南极点征程的五人小组成员之一，但奥茨本人却对前往极点不太感兴趣，而且当时他由于败血症而导致了在战争中负伤的伤口恶化。
奥茨曾多次在探险行程安排上反对斯科特，并且有一次在自己的日记中写道“出于个人情绪，我十分厌恶斯科特，如果我们不是一支代表英国的探险队，我真想一走了之。...[斯科特]十分不坦率，他只顾自己，其他的什么都不考虑...”。尽管如此，他在日记中也写道自己经常因为艰苦的环境而控制不住，在日记上发些牢骚。
1912年1月、2月和3月，在他们从南极点返回的路上，探险队陷入了非常困难的境地。在失去了一名伙伴爱德加·埃文斯之后，奥茨受到了严重的冻伤，开始急剧衰弱。由于他行动不便，其他三名队友也不愿丢下他不管，因此队伍整体的行进就开始落后于日程了。最后，奥茨认识到了牺牲自我来换取队友生存希望的必要性。他故意离开了营帐，留下了一句：“我出去一下，可能需要一些时间”（I am just going outside and may be some time）之后就消失在了暴风雪中。尽管如此，奥茨的牺牲也没能改变最终的结果：斯科特和剩下的两名队员经过12天的长途跋涉，遭到了另一场暴风雪，在距离食物补给点11英里的地方冻死。奥茨的尸体至今仍未被找到。